# Frankston
Frankston is een plaats (town) in de Amerikaanse staat Texas, en valt bestuurlijk gezien onder Anderson County.

## Demografie
Bij de volkstelling in 2000 werd het aantal inwoners vastgesteld op 1209.
In 2006 is het aantal inwoners door het United States Census Bureau geschat op 1267, een stijging van 58 (4,8%).

## Geografie
Volgens het United States Census Bureau beslaat de plaats een oppervlakte van
6,4 km², geheel bestaande uit land.

## Plaatsen in de nabije omgeving
De onderstaande figuur toont nabijgelegen plaatsen in een straal van 16 km rond Frankston.

## Geboren
- Frank Beard (1949), drummer van ZZ Top